# Lista de cidades mais populosas de Oaxaca
Este artigo mostra as cidades mais populosas do estado federal de Oaxaca, no México. 
| Rank | Cidade                              | Município                            | População |
| ---- | ----------------------------------- | ------------------------------------ | --------- |
| 1    | Oaxaca de Juárez*                   | Oaxaca de Juárez                     | 258 008   |
| 2    | San Juan Bautista Tuxtepec          | San Juan Bautista Tuxtepec           | 94 209    |
| 3    | Salina Cruz                         | Salina Cruz                          | 71 314    |
| 4    | Juchitán de Zaragoza                | Juchitán de Zaragoza                 | 70 714    |
| 5    | Santa Cruz Xoxocotlán*              | Santa Cruz Xoxocotlán                | 59 181    |
| 6    | Heroica Ciudad de Huajuapan de León | Heroica Ciudad de Huajuapan de León  | 45 321    |
| 7    | Santa Lucía del Camino*             | Santa Lucía del Camino               | 42 570    |
| 8    | Santo Domingo Tehuantepec           | Santo Domingo Tehuantepec            | 39 529    |
| 9    | Loma Bonita                         | Loma Bonita                          | 29 783    |
| 10   | Santiago Pinotepa Nacional          | Santiago Pinotepa Nacional           | 25 871    |
| 11   | Ciudad Ixtepec                      | Ciudad Ixtepec                       | 23 700    |
| 12   | Puerto Escondido                    | San Pedro Mixtepec                   | 20 178    |
| 13   | Matías Romero Avendaño              | Matías Romero Avendaño               | 19 899    |
| 14   | Miahuatlán de Porfirio Díaz         | Miahuatlán de Porfirio Díaz          | 18 987    |
| 15   | Santa María Atzompa*                | Santa María Atzompa                  | 16 855    |
| 16   | Heroica Ciudad de Tlaxiaco          | Heroica Ciudad de Tlaxiaco           | 16 635    |
| 17   | San Antonio de la Cal*              | San Antonio de la Cal                | 14 440    |
| 18   | Tlacolula de Matamoros              | Tlacolula de Matamoros               | 14 074    |
| 19   | Ocotlán de Morelos                  | Ocotlán de Morelos                   | 13 728    |
| 20   | Villa de Zaachila*                  | Villa de Zaachila                    | 13 721    |
| 21   | Crucecita                           | Santa María Huatulco                 | 13 044    |
| 22   | Vicente Guerrero*                   | Villa de Zaachila                    | 12 928    |
| 23   | Unión Hidalgo                       | Unión Hidalgo                        | 12 855    |
| 24   | Río Grande o Piedra Quemada         | Villa de Tututepec de Melchor Ocampo | 12 297    |
| 25   | San Blas Atempa                     | San Blas Atempa                      | 12 214    |
| 26   | San Pedro Pochutla                  | San Pedro Pochutla                   | 38 798    |
| 27   | Fraccionamiento``El Rosario´´*      | San Sebastián Tutla                  | 11 735    |
| 28   | Huautla de Jiménez                  | Huautla de Jiménez                   | 11 525    |
| 29   | Cuilápam de Guerrero                | Cuilápam de Guerrero                 | 11 094    |
| 30   | Asunción Nochixtlán                 | Asunción Nochixtlán                  | 10 815    |
| 31   | Putla Villa de Guerrero             | Putla Villa de Guerrero              | 10 495    |
| 32   | Zimatlán de Álvarez                 | Zimatlán de Álvarez                  | 10 397    |
| 33   | San Jacinto Amilpas*                | San Jacinto Amilpas                  | 10 100    |